# LiLy
LiLy（リリィ、1981年11月21日 - ）は、日本のコラムニスト、作家である。

## 経歴
- 1981年神奈川県横浜市生まれ[1]。父の仕事の関係で10歳から12歳までニューヨークに住み[1]、帰国後は茨城県つくば市の中高一貫校に進学したが、窮屈さを感じて16歳から18歳まではフロリダに留学していた[2]。
- 2000年、帰国して上智大学外国語学部イスパニア語学科[1]に入学。2003年より音楽専門誌やファッション誌でライターを始める。また、HIP HOPのクラブMCとしても活動し、2005年J-WAVEナビゲーターオーディションで優勝。「SOUL TRAIN」のアシスタントMCをするが、番組終了と共に執筆活動に専念。上智大学卒業後の2006年、25歳のときに恋愛エッセイ『おとこのつうしんぼ』で作家デビュー[3]。
- 2007年には『11センチのピンヒール』で小説家としてもデビュー。その後2008年には、1年に5冊のリリースラッシュを経て、雑誌Brutus「2009年のキーパーソン」に選ばれる。
- 2008年12月12日に、アートディレクターの男性と結婚。（『おとこの左手、薬指』参照）  2児の母となる[4]。
- 2015年にSNS上にて離婚を報告[4]。同時に今後も一緒に父母として子育てを続ける宣言をしている。（『眠りの部屋』あとがき参照）
- 2017年、テレビ朝日フリースタイルダンジョンに審査員として出演[5]。

## 著書一覧

### エッセイ・小説
- 『おとこのつうしんぼ〜平成の東京、20代の男と女、恋愛とセックス〜』（英知出版、2006年）
- 『タバコ片手におとこのはなし〜20代の切なさ、恋の孤独と、女友達〜』（講談社、2007年）
- 『11センチのピンヒール』（小学館、2007年）
- 『パープルレイン』（小学館、2008年）
- 『In Bed with LiLy』（講談社、2008年）
- 『Tokyo Dream』（幻冬舎、2008年）
- 『おとこのつうしんぼ〜平成の東京、20代の男と女、恋愛とセックス〜』 （講談社、2008年）

（英知出版の倒産により絶版になったため、現在は講談社より刊行されている。
内容は同じだが、挿入されている写真等に多少の違いが見られる。）
- 『さいごのおとこ〜20代後半戦、恋愛疲れと、結婚願望〜』（講談社、2008年）
- 『Be Bunny with LiLy』　（講談社、2009年）
- 『グリーンライト』（小学館、2009年）
- 『空とシュウ』（小学館、2009年）
- 『こぼれそうな唇』（小学館、2010年）
- 『Ninpu Talk with LiLy』（講談社、2011年）
- 『オンナ』（幻冬舎、2011年）
- 『おとこの左手、薬指〜女30、ロマンと現実、恋愛結婚〜」（講談社、2011年）
- 『me & she』（幻冬舎、2013年）
- 『ブラックムスク』（小学館、2013年）
- 『眠りの部屋』（角川書店、2015年）
- 『IN BED with LiLy 』（角川書店、2015年）
- 『SEX TALK with LiLy 』（角川書店、2015年）
- 『NINPU TALK with LiLy 』（角川書店、2016年）
- 『ここからは、オトナのはなし』（宝島社、2016年）
- 『SEX』 (幻冬舎、2019年）
- 『オトナの保健室』（宝島社、2020年）
- 『別ればなし TOKYO2020.』（幻冬舎、2020年）

### 共著
- 『ラブソングに飽きたら』（幻冬舎、2015年）

### 漫画原作
- 『パープルレイン』（小学館、2013年）  作画 本はるか
- 『青春、残り5分です。』（カエルム、2014年） 作画 Naomi Lemon
- 『好きな人がいること〜seventeen〜』（講談社 デザート別冊、2016年）作画 栄羽弥

### 連載
- Crazy Baby[6]
- NYLON「青春、残り５分です。」[7]
- SWEET
- otona MUSE「ここからは、オトナのはなし」
- Numero Tokyo 恋愛小説「Love　me　if・・・」

## 作詞一覧
- Sowelu 『こぼれそうな唇』
- Sowelu 『ここもそこも…』
- Sowelu『年下の君に』
- Sowelu『Very First Christmas』
- Sowelu『マンネリズム』
- Sowelu『誓いの紙』

アルバム『Love & I〜恋愛遍歴〜』収録
（rhythm zone、2010年）
- Crystal Kay『LOVE or GAME』

アルバム『Spin the Music』収録 （SONY  MUSIC、2010年）
- スポンテニア『LOVE or GAME』

アルバム『Spin the Music』収録 （SONY MUSIC、2010年）
- Lena『ヒカリ』 作詞アドバイザーとして参加 （Universal Music、2011年）
- JAY'ED 『君の手を〜Don't Say Goodbye〜』

アルバム『Your Voice』収録 （TOY'S FACTORY、2011年）
- WISE feat.HIROKO （mihimaruGT） 『I Love you feat.HIROKO』

シングル、アルバム『Heart Connection』収録 （Universal Music、2011年）
- Sowelu『I want U to... feat. WISE』
- Sowelu『Let Me Lead U』

アルバム『Let Me...』収録（rhythm zone、2011年）
- Sowelu『29 Tonight』
- Sowelu『ex-Love』
- Sowelu『present』

アルバム『29 Tonight.』収録 （rhythm zone、2012年）
- LAska『CA LI FOR NIA』
- LAska『グラデーション』
- LAska『終わらぬ愛のもとで』
- LAska『Hello ファンタジー』

アルバム『CA LI FOR NIA』収録 （Victor、2014年）

## テレビドラマ
- 『恋仲』脚本協力 （フジテレビ、2015年）[8]
- 『好きな人がいること』脚本アドバイザー（フジテレビ、2016年）[8]
- 『グッド・ドクター』脚本アドバイザー（フジテレビ、2018年）